# Becca Tobin
Rebecca « Becca » Tobin est une actrice américaine de télévision et de théâtre née le 18 janvier 1986.
Elle se fait connaître grâce à la série musicale à succès, Glee (2012-2015), dans laquelle elle interprète Kitty Wilde (en).

## Biographie

### Jeunesse et formation
Becca Tobin grandit à Marietta, en Géorgie et est la plus jeune de deux filles et de parents avocats. Elle fait sa première pièce de théâtre à l'âge de huit ans dans un spectacle de Noël de son école en tant qu'arbre de Noël. Elle est cheerleader en 7th et en 8th grade (l'équivalent de la cinquième et de la quatrième) mais elle a déclaré que ce n'était pas pour elle, elle a donc arrêté et a fait de la danse à la place. Elle a étudié à la Peblebrook High School, à Mableton en Géorgie.
Elle étudie dans une école d'art ; elle est ensuite transférée dans une école publique. Elle déclare dans une interview qu'elle a été harcelée et brutalisée par ses camarades de lycée à cause de son goût pour les arts. Sa seule amie a commencé à l'ignorer mais elle s'en est excusée quelques années plus tard. Lorsque le harcèlement s'est intensifié, elle a commencé à sécher les événements importants de l'école, allant jusqu'à ne pas se rendre à la remise des diplômes. Elle est diplômée de la Wheeler High School en 2004. C'est une ancienne élève de AMDA, une école d'art.
À l'âge de dix-huit ans, elle déménage à New York, où elle joue dans quelques pièces de théâtre.

### Carrière
Elle commence sa carrière en jouant dans plusieurs pièces de théâtres à Broadway de 2005 à 2011 telles que : Cats, West Side Story, Annie, High School Musical: Paper Mill Playhouse, Oklahoma!, Chicago, Seven Brides for Seven Brothers et Rock Of Ages. Elle réalise une tournée de concert en 2011 avec l'orchestre rock Trans-Siberian Orchestra.
En 2012, elle devient la porte-parole de l'association BullyVille. La même année elle obtient le rôle qui la révèle au grand public, dans la série musicale à succès Glee. Elle joue Kitty Wilde, une cheerleader qui apparaît à partir de la saison 4, succédant à Dianna Agron dans le rôle de la petite peste que le public adore détester. Elle est choisie, avec ses partenaires de jeu de Glee Jacob Artist, Melissa Benoist et Dean Geyer en tant qu'ambassadeurs pour Coca-Cola et ils réalisent un voyage aux Philippines pour promouvoir le produit et rencontrer des fans. En 2013, elle signe pour deux nouvelles saisons de Glee. L'année ou elle est citée pour le Teen Choice Awards du meilleur méchant dans une série télévisée.
En mai 2013, elle pose pour le magazine Maxim. Au mois de juin, elle est diplômée de AV University en tant que major de promotion en juin 2013, sept ans plus tard[réf. nécessaire].
En 2014, elle décroche un rôle d'invitée, le temps d'un épisode de la série Drop Dead Diva, elle renouvelle l'expérience pour la série Mystery Girls et apparaît dans un épisode de l'émission House Of DVF.
En 2015, peu de temps après l'arrêt de Glee, elle joue dans un épisode de NCIS: Los Angeles.
En 2016, elle obtient le rôle principal d'un téléfilm romantique intitulé Dois-je lui dire oui?, l'année d'après, elle porte un nouveau unitaire centré sur le thème de Noël pour la romance Une superstar pour Noël.

### Vie privée
Elle est en couple avec Matt Bendik jusqu'à la mort de ce dernier le 10 juillet 2014, à l'âge de 35 ans dans une chambre d'hôtel à Philadelphie,.
Elle est fiancée à l'entrepreneur Zach Martin en 2016. Ils se sont mariés le 3 décembre 2016. Le 22 février 2022 Becca Tobin a annoncé sur son compte Instagram être maman d'un petit garçon qui se nomme Rutherford "Ford" Thomas Martin  grâce à une mère porteuse.

## Filmographie

### Télévision

#### Séries télévisées
- 2009 : Wiener & Wiener : Heather (1 épisode)
- 2012-2015 : Glee : Kitty Wilde (rôle principal, puis récurrent - 49 épisodes)
- 2014 : Drop Dead Diva : Empress Katia (1 épisode)
- 2014 : Mystery Girls : Kimmee Kittson (1 épisode[9])
- 2015 : NCIS: Los Angeles : Blaze Talcott (1 épisode)
- 2017 : Dropping the Soap : Tammy O'Rourke (1 épisode)

#### Téléfilms
- 2017 : Dois-je lui dire oui? de Kevin Connor : Jessica Bender
- 2017 : Une superstar pour Noël de R.C. Newey : Adelaide Kaye
- 2018 : Coup de foudre à la première danse de Mark Jean : Hope Maze
- 2019 : La sœur de la mariée : de Sam Irvin

### Théâtre
- 2005 : Cats, Broadway : Etcetera, Ensemble
- 2006 : Chicago, Broadway : Roxie Hart
- 2006-2007: West Side Story, Broadway : Velma
- 2007 : Seven Brides for Seven Brothers (en), Broadway : Ensemble
- 2008 : Annie, Broadway : Ensemble
- 2008 : High School Musical: Paper Mill Playhouse, Broadway : Ensemble
- 2008-2009 : Oklahoma!, Broadway : Ensemble
- 2009-2011 : Rock of Ages, Broadway : Sherrie (doublure), Swing, Ensemble, Voix Off

## Distinctions
Sauf indication contraire ou complémentaire, les informations mentionnées dans cette section proviennent de la base de données IMDb.

### Nominations
- 15e cérémonie des Teen Choice Awards 2013 : Meilleur méchant à la télévision pour Glee